# Monapia huaria
Monapia huaria är en spindelart som beskrevs av Ramírez 1995. Monapia huaria ingår i släktet Monapia och familjen spökspindlar. Inga underarter finns listade i Catalogue of Life.